# Muchran Wachtangadze
Muchran Wachtangadze (gruz. მუხრან ვახტანგაძე, ur. 22 stycznia 1973) – gruziński zapaśnik. Brązowy medalista olimpijski z Sydney i osiemnasty w Atenach.
Brał udział w dwóch igrzyskach (IO 00, IO 04). Walczył w stylu klasycznym. W 2000 zdobył brąz w wadze do 85 kg. Na igrzyskach w Atenach 2004 zajął 18 miejsce. Był mistrzem świata w 2001. W 2003 zajął trzecie miejsce w mistrzostwach Europy.
Pierwszy w Pucharze Świata w 2003. Trzeci na akademickich MŚ w 1998 roku.